# Візуальний кут

Діаграма, що показує кут зору V.

Візуальний кут (кут зору) — кут, який оглядається об'єкт знижує на око, зазвичай вказаний у градусах дуги. Його також називають кутовим розміром об'єкта.
Діаграма праворуч показує око спостерігача, яке дивиться на фронтальну відстань (вертикальну стрілку), яка має лінійний розмір {\displaystyle S}, що знаходиться вдалині {\displaystyle D} від точки {\displaystyle O}.
Для нинішніх цілей пункт {\displaystyle O} може представляти вузлові точки очей приблизно в центрі кришталика, а також являти собою центр вхідної зіниці ока, що знаходиться всього в декількох міліметрах від лінзи.
Три рядки від кінцевої точки об’єкта {\displaystyle A} спрямовуючись до ока, вказуйте пучок світлових променів, які проходять через рогівку, зіницю та кришталик, утворюючи оптичне зображення кінцевої точки {\displaystyle A} на сітківці в точці {\displaystyle a}. Центральна лінія пучка представляє головний промінь.
Те саме стосується точки об'єкта {\displaystyle B} та його зображення сітківки на {\displaystyle b}.
Кут зору {\displaystyle V} — кут між головними променями {\displaystyle A} і {\displaystyle B}.

## Вимірювання та обчислення
Кут зору {\displaystyle V} можна виміряти безпосередньо за допомогою теодоліта, розміщеного в точці {\displaystyle O}.
Або, його можна розрахувати,  використовуючи формулу, {\displaystyle V=2\arctan \left({\frac {S}{2D}}\right)}.
Однак для кутів зору, менших приблизно 10 градусів, ця простіша формула забезпечує дуже близькі наближення:
{\displaystyle \tan \left(V\right)={\frac {S}{D}}.}

## Зображення сітківки та кут зору
Як видно з наведеного ескізу, реальне зображення предмета формується на сітківці ока між точками {\displaystyle a} і {\displaystyle b} . (Див. Візуальну систему ). Для малих кутів розмір цього зображення сітківки {\displaystyle R} є
{\displaystyle {\frac {R}{n}}=\tan V,}
де {\displaystyle n} — відстань від вузлових точок до сітківки, близько 17 мм

## Приклади
Якщо дивитись на сантиметровий об’єкт на відстані одного метра, а на двосантиметровий — на відстані двох метрів, обидва зменшують однаковий кут зору приблизно 0,01 рад або 0,57°. Таким чином, вони мають однаковий розмір зображення сітківки {\displaystyle R\approx 0.17{\text{ mm}}}.
Це трохи більше, ніж розмір зображення сітківки для Місяця, який приблизно {\displaystyle 0.15{\text{ mm}}}, тому що із середнім діаметром Місяця {\displaystyle S=3474{\text{ kilometers}}}{\displaystyle (2159{\text{ miles}})}, а земля до місяця означає відстань {\displaystyle D} усереднення {\displaystyle 383,000{\text{ kilometers}}} ({\displaystyle 238,000{\text{ miles}}}), {\displaystyle V\approx 0.009{\text{ rad}}}{\displaystyle \approx 0.52{\text{ deg}}}.
Крім того, для деяких простих спостережень, якщо один тримає вказівний палець на відстані витягнутої руки, ширина вказівного нігтя падає приблизно на один градус, а ширина великого пальця на першому суглобі - приблизно на два градуси. 
Отже, якщо хтось цікавиться роботою ока чи першими кроками обробки зорової кори, немає сенсу посилатися на абсолютний розмір об'єкта, що переглядається (його лінійний розмір {\displaystyle S}). Важливий кут зору {\displaystyle V} що визначає розмір зображення сітківки.

## Термінологічні плутанини
В астрономії термін видимий розмір відноситься до фізичного кута {\displaystyle V} або кутовий діаметр.
Але в психофізиці та експериментальній психології прикметник "очевидний" відноситься до суб'єктивного досвіду людини. Отже, "видимий розмір" мав на увазі, наскільки великий виглядає об'єкт, який також часто називають його "сприйманим розміром".
Додаткова плутанина сталася тому, що є два якісно різних "розміру" досвіду для переглянутого об'єкта.  Одним з них є сприйманий кут зору {\displaystyle V'} (або видимий кут зору), який є суб’єктивним корелятом {\displaystyle V}, який також називають сприйманим або видимим кутовим розміром об’єкта. Сприйнятий кут зору найкраще визначити як різницю між сприйманими напрямками кінцевих точок об’єкта від себе. 
Інший досвід «розміру» — це сприйманий лінійний розмір об’єкта {\displaystyle S'} (або очевидний лінійний розмір), який є суб’єктивним корелятом {\displaystyle S}, фізична ширина, висота чи діаметр об’єкта.
Широке використання двозначних термінів "видимий розмір" і "сприйманий розмір" без зазначення одиниць виміру викликало плутанину.

## Подання зорового кута в зоровій корі
Первинна зорова кора головного мозку (область V1 або область Бродмана 17) містить просторово ізоморфне зображення сітківки (див. Ретинотопію). Вільно кажучи, це викривлена "карта" сітківки. Відповідно і розмір {\displaystyle R} даного зображення сітківки визначає ступінь структури нервової активності, зрештою сформованої в зоні V1, пов'язаною з цим схемою активності сітківки. Мюррей, Боячі та Керстен (2006) нещодавно використовували функціональну магнітно-резонансну томографію (fMRI), щоб продемонструвати, що збільшення кута зору огляданої цілі, що збільшується {\displaystyle R}, також збільшує ступінь відповідного характеру нервової активності в зоні V1.
Спостерігачі в експерименті Мюррея та ін. Розглядали плоску картину з двома дисками, які приховували однаковий кут зору {\displaystyle V} і сформували зображення сітківки однакового розміру {\displaystyle R}, але сприймається кутовий розмір {\displaystyle V'} одного було приблизно на 17% більше, ніж для іншого, через різницю у фоновому малюнку для дисків. Було показано, що ділянки активності у V1, пов’язані з дисками, мали неоднаковий розмір, незважаючи на те, що зображення сітківки були однаковими. Ця різниця розмірів у площі V1 корелювала із 17% ілюзорною різницею між сприйманими кутами зору. Ця знахідка має наслідки для просторових ілюзій, таких як візуальна ілюзія кута. 